# Kuchenmann (Rapper)
Kuchenmann, Künstlername von Clemens Mirk (* 1994 in Nürnberg), ist ein deutscher Rapper und Beatproduzent.

## Leben und Karriere
Mirk ist seit seinem 16. Lebensjahr als Rapper Kuchenmann und Beatproduzent aktiv. 2013 reiste er nach New York und New Jersey, wo er mit Physical Graffiti zusammen arbeitete. 2017 veröffentlichte er das Album 1000 Stunden Phunk: Aus dem Süden mit Liebe auf dem Label Heart Working Class.
Anfang 2018 wurde Kuchenmann vom Radiosender Puls in der Rubrik „Band der Woche“ vorgestellt. Im selben Jahr ging er gemeinsam mit Dexter auf Tour. Bei der LP Trauben über Gold der Argonautiks trug er zum Song Mond bei.
2020  veröffentlichte er die EP „die Arbeit eines Tages“ mit dem Beatproduzenten Wun Two. Im selben Jahr erschien sein zweites Album „Tropennacht“ im Kollaboration mit Produzent Big Roo erstmals auf Vinyl auf dem Label Seldom Seen Records.

## Veröffentlichungen
Alben
- 2016: Honululu EP (mit Robanzee)

- 2017: 1000 Stunden Phunk: Aus dem Süden mit Liebe (Featured: Vuka, Laca, Luca Brasi, Physical Graffiti, Olivia, Fleur Earth, Naru, Ms. Liz, Hookmasters, Henry Quester)[11]

- 2018: Southside Side Body Rock: Die Legende von Icy Gulp (Featured: Physical Graffiti, Vuka)
- 2020: Der Schneeball im Kühlschrank EP (mit Smuv)

- 2020: Die Arbeit eines Tages EP (mit Wun Two) (Featured: Fritz Fisherman)

- 2020: Tropennacht LP (mit Big Roo) (Featured: Ki‘Luanda, Giuseppe Amore, Physical Graffiti)

Singles
- 2018: Mond&Sterne
- 2019: Southside Moonshine (Featured: Giuseppe Amore)
- 2020: Gelato Vibes (mit MF Eistee)